# Кардон (Могилёвская область)
Кардо́н (бел. Кардон) — деревня в составе Ланьковского сельсовета Белыничского района Могилёвской области Республики Беларусь.

## Население
- 2010 год — 9 человек